# Gustave Whitehead
Gustave Albin Whitehead, ursprungligen Gustav Albin Weißkopf, född 1 januari 1874 i  Leutershausen i Tyskland, död 10 oktober 1927 Bridgeport USA, var en tysk-amerikansk flygpionjär. Han anses av sina anhängare ha varit först med att flyga en flygmaskin tyngre än luften, driven av en motor.

## Karriär

### Tidiga försök
År 1897 experimenterade han med glidflygplan i Boston. Han blev anlitad av Aeronautical Club of Boston. J. B. Millet hyrde in Whitehead för att bygga och flyga glidflygplan. Han byggde flera stycken och ett av dem var inspirerat av Otto Lilienthals glidare.
Det finns vittnen som säger att han flög 1 km så tidigt som 1899. Den gången slutade flygfärden med ett haveri, när Whitehead inte lyckades ta sig över ett nybyggt 3-våningshus. Eldaren ombord fick en brännskada på benet, och vittnesmål finns från både eldaren och en brandman som kallades till olycksplatsen. Den gång använde Whitehead en ångmaskin för att driva propellrarna.
Bröderna Wright besökte Whitehead minst två gånger före 1901 för att diskutera inköp av en av hans motorer och utbyta idéer om flygning.

### Första (möjliga) flygningen
Den 14 augusti 1901, i Bridgeport, Connecticut, flög Whitehead enligt uppgifter 800 meter på 15 meters höjd. Detta rapporterades av The Bridgeport Sunday Herald, New York Herald och The Boston Transcript. Inget foto togs, men en journalist som brukade beledsaga sina artiklar med en skiss gjorde en skiss av Whitehead, när han flög i sitt flygplan.

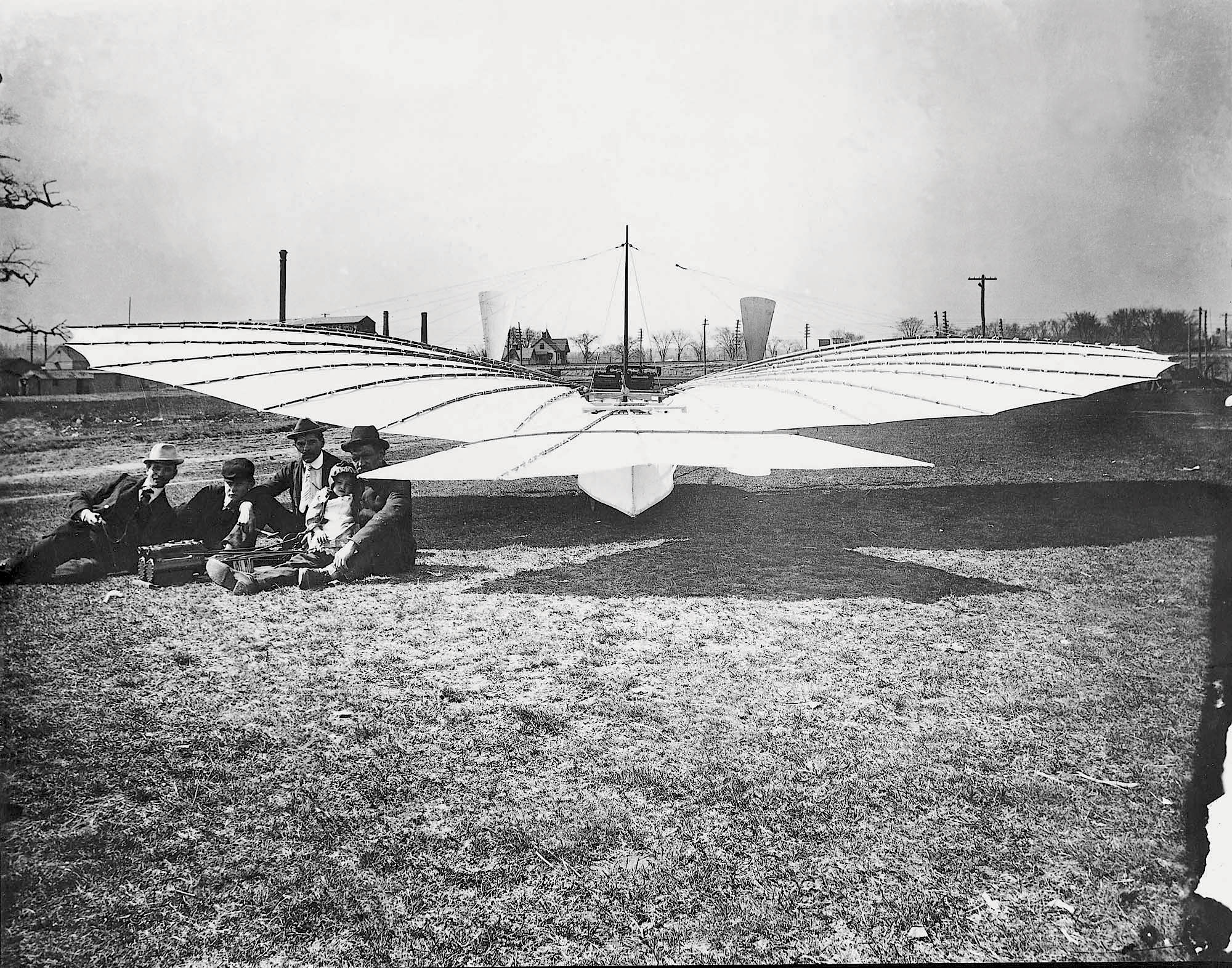
Gustave Whitehead (med dottern Rose i knät) framför flygplanet.

Whiteheads "Nr. 21" var en vacker skapelse. Med ett vingspann på 12 meter liknade den en fladdermus med vingar av vitt silke. På sommaren 1901 flög han från Howard Avenue East till Wordin Avenue, längs med ena kanten av en gasverkstomt. När han landat vände han flygplanet och startade det igen och flög tillbaks till Howard Avenue. Detta hände i Bridgeport, Connecticut, där det numera finns en staty föreställande Whiteheads flygplan. 
Nr 21 och Nr 22 var enkelvingade flygplan, med en motor på 20hp (15kW) och den senare med 40hp (30kW). Motorn accelererade flygplanet på marken, sedan kopplades kraften över till propellrarna. Så Whitehead behövde inte en kraftig motvind eller katapult som bröderna Wright.
Skrovet var som en livbåt på hjul, med bogspröt, mast och andra detaljer från segelskeppens värld. Whitehead hade arbetat i många år på segelbåtar och så småningom gick han iland i USA.
Flygplanet Whitehead 21 startade från en slät yta och landade på en annan slät yta eller på vatten. Whitehead var först med flera saker i flygningens historia. Han byggde den första flygplansdieseln, var först med att belägga en landningsplats med betong, först med hopfällbara vingar, först med att landa på vatten. Hans flygplan hade fungerande landställ. De stora ballongdäcken gav den enda fjädringen vid landning.
Roll kontrollerades av piloten genom att flytta sin kroppsvikt som på en glidare. Han ska också ha använt "wing warping". Pitch kontrollerades av en bakvinge, och yaw kontrollerades genom att ändra dragkraften till respektive propeller.

### Efter 1902
I januari 1902 flög Whitehead 10 km över Long Island-sundet i den nya versionen, nummer 22.
Åren efter 1902 fylldes av arbete med motorer som han sålde med liten förtjänst. Han var inte så bra på det juridiska, med copyright och patent, etcetera.
Whitehead konstruerade och byggde flygplansmotorer åt Glenn Curtiss, som blev grundaren av amerikansk flygindustri. 
Whitehead var upptagen med att försöka uppfinna helikoptern år 1911, men den fick han aldrig att flyga.

### Slutet på Whiteheads karriär
Det kunde inte undvikas att Whitehead råkade illa ut på grund av sitt dåliga affärssinne. Helt oerfaren förlorade han en tvist och hela sin verkstad, med all dokumentation och alla verktyg, blev tagen ifrån honom. På det viset förlorade han alla ekonomiska möjligheter att fortsätta arbeta med flygets utveckling. Hans hälsa vacklade och han var blind på ena ögat i åratal på grund av en olycka på arbetet, och han lyckades aldrig resa sig efter detta. Gustave Whitehead dog i Bridgeport, Connecticut, den 10 oktober 1927.

## Kontroverser
Whitehead är inte den ende som anses ha flugit före bröderna Wright. Det finns kandidater från bland annat Frankrike, Nya Zeeland, Brasilien och Danmark. 
När man bedömer all dokumentation som finns tillgänglig, är det dock svårt att undvika slutsatsen, att den förste som lyckades konstruera och flyga ett fungerande motoriserat flygplan var Whitehead, som den fjortonde augusti 1901 inför ett antal vittnen flög sitt plan 800 meter och landade på en lämplig öppen plats i staden Bridgeports förorter.
Detta dokumenterades i tidningarna Boston Transcript 19 augusti 1901, New York Herald 19 augusti 1901 och The Bridgeport Herald 18 augusti 1901. Ett antal vittnen har också senare skrivit under vittnesmål om att detta hände den fjortonde augusti 1901.
Whitehead gjorde ytterligare ett antal lyckade flygningar, mer eller mindre väl dokumenterade, och landade utan skador på både land och vatten, under 1901 och 1902.

## Repliker
1985 började några amerikanska entusiaster konstruera en replik på Whiteheads nr 21, men med moderna motorer. Det bränsle han använde, acetylen och vätesuperoxid, är lite för explosivt för moderna piloters smak. 29 december 1986 gjorde Andrew Kosch 20 flygningar och nådde max 100 meter. 18 februari 1998 flög en tysk replik upp till 500 meter.